# Thlaspi eigii
Thlaspi eigii är en korsblommig växtart som först beskrevs av Michael Zohary, och fick sitt nu gällande namn av Werner Rodolfo Greuter och Hervé Maurice Burdet. Thlaspi eigii ingår i släktet skärvfrön, och familjen korsblommiga växter.

## Underarter
Arten delas in i följande underarter:
- T. e. eigii
- T. e. samuelssonii